# マヌエル・バルガス
マヌエル・バルガス（Manuel Vargas、1981年3月29日 - ）は、メキシコの男性プロボクサー。ハリスコ州出身。元WBO世界ミニマム級暫定王者。

## 来歴
2000年3月25日、18歳11か月でプロデビュー。
2004年4月2日、メキシコフライ級王座を獲得。
2007年3月10日、WBC世界ライトフライ級王座挑戦者決定戦でファン・エスキエル（ メキシコ）と対戦し、3-0の判定勝ちで王座挑戦権を獲得した。
2008年4月9日、WBO世界フライ級王座挑戦者決定戦でレイオンタ・ウィットフィールド（ アメリカ合衆国）と対戦し、0-2の判定負け。
2008年12月6日、WBO世界ミニマム級暫定王者ダニエル・レイジェス（ コロンビア）に挑戦し、4回KO勝ちで王座を獲得した。
2009年2月14日、ワルテル・テージョ（ パナマ）と対戦し、3-0の判定勝ちで初防衛に成功した。
2009年9月12日、正規王者ドニー・ニエテス（ フィリピン）と王座統一戦で対戦し、1-2の判定負けを喫し王座統一に失敗すると共に暫定王座の2度目の防衛にも失敗、バルガスが9ヵ月保持してきた暫定王座は正規王座に吸収される形で消滅した。
2010年2月13日、WBA世界スーパーフライ級暫定王者ノニト・ドネアに挑戦し、左アッパーで失神し3回KO負けで王座獲得ならず。試合後のドーピング検査でバルガスからヒドロコドンが検出され無期限出場停止処分が科せられた。
2010年9月25日、バハ・カリフォルニア州・ティフアナにてWBO世界ライトフライ級暫定王者ラモン・ガルシアと対戦し、0-2の判定負けを喫し、2階級制覇に失敗した。
2011年3月19日、プエブラ州・サン・ペドロ・チョルラにてWBA世界ライトフライ級王者ローマン・ゴンサレスと対戦し、最大10点差を付けられ、完敗。またも2階級制覇に失敗。
再起戦を負傷判定で勝利した後、その後2011年8月11日、元WBA世界フライ級王者ルイス・コンセプションとパナマ市のアレナ・ロベルト・デュランで再起戦に登場するも、1回TKO負け。
2012年8月11日、ハリスコ州・グアダラハラにてWBCアメリカ大陸スーパーフライ級王者ジョニー・ガルシアとノンタイトル8回戦を行い、0-3の判定負けを喫した。
2013年1月26日、ミチョアカン州・モレリアにて後のWBO世界ミニマム級王者フランシスコ・ロドリゲス・ジュニアと対戦し、3回TKO負けを喫した試合を最後に現役を引退した。

## 獲得タイトル
- WBO世界ミニマム級暫定王座（防衛1度）